# Augustyn Kordecki
Augustyn Klemens Kordecki (16. listopadu 1603, Iwanowice – 20. března 1673, Wieruszów) byl polský paulínský kněz, převor kláštera Jasná Hora (1650–1657 a 1663–1671) a provinciál polské provincie paulínů (1657, 1660–1661 a 1671–1673). Jako převor vedl obranu kláštera Jasná Hora při švédském obležení.